# Henrich Dors
Henrich Dors (Heinrich Dorsen) (* nach 1590 in Altweilnau, Hochtaunuskreis; † nach 1651) war ein Maler und Genealoge.
Sein Vater war der Oberschultheiß Johannes Dors.
Er fertigte eine Karte der Saarregion Abriß über die Glaydtstraß (Geleitstraßen, auf denen Geleitherren Schutztruppen stellen), auf der er die alten Handelswege durch den Wald Warndt, über deren Verlauf es zwischen den Grafen von Saarbrücken und den Herrn von Forbach zu Streitigkeiten gekommen war, darstellte. Die Karte hat Westen oben. Sie zeigt die Verbindungen von Saarbrücken nach Metz, die „Straß uff Lützelburg und Brabant, Straß uff Trier, Straß krum Meil genannt nach Straßburg, Roßbrücker Zwerchgeleyd, Überherrn Zwerchgeleyd, Straß uff Nancy und Niclasport eingetragen“. Am Stadtrand von Metz endete das Geleit der Saarbrücker Grafen.
1626 wurde er Hofmaler des Grafen Johann von Nassau-Idstein. Am 22. Dezember 1629 erhielt er von Graf Johann Ludwig von Nassau-Hadamar den Auftrag zur Übertragung der nassauischen Genealogie von Johann Textor. 1632 schuf er das nassauische Genealogienbuch im Auftrag der Grafenbrüder Johann von Nassau-Idstein und Wilhelm-Ludwig von Nassau-Saarbrücken. Eine Nachzeichnung des Grabmals der Gräfin Elisabeth von Katzenelnbogen im Kloster Eberbach wird ihm auch zugeschrieben.
1635 heiratete er Maria Katharina, mit der er fünf Kinder hatte: eine Tochter († 1635), Maria Katharina (* 1644), Katharina (* 1647), Maria Walpurga (* 1649) und Ott-Kaspar (* 1651). 

## Werke
- Genealogia oder Stammregister der durchläuchtigen hoch- und wohlgeborenen Fürsten, Grafen und Herren des uhralten hochlöblichen Hauses Nassau samt etlichen konterfeitlichen Epitaphien (Veröffentlichungen der Kommission für Saarländische Landesgeschichte und Volkskunde 9), Saarbrücken 1983 (SULB)